# Les Juifs
Les Juifs war ein Ort im Westen Frankreichs, in dem der französische König Hugo Capet am 24. Oktober 996 starb. Die heute verschwundene Siedlung lag in der Nähe von Prasville zwischen Chartres (26 km) und Orléans (53 km) und gehörte zum Besitz der Abtei Saint-Martin de Tours, deren Laienabt Hugo Capet war.

## Wissenschaftliche Kontroverse
Der zeitgenössische Chronist Richer von Reims († nach 998) schrieb zum Tod Hugo Capets: 

„Hugo rex papulis toto corpore confectus, in oppido Hugonis Iudeis extinctus est.“

„König Hugo starb, am ganzen Körper von Pusteln bedeckt, in Hugos oppidum Judeis.“

Der Begriff Judeis blieb in der Notiz unklar. Georg Heinrich Pertz, der erste Herausgeber der Historiae, interpretierte die Stelle 1839 so, dass Hugo nach schlechter medizinischer Versorgung durch jüdische Ärzte gestorben sei.
Diese Lesart hielt sich, bis Bernhard Blumenkranz 1957 den unklaren Begriff topographisch als Les Juifs deutete, eine Villa in Prasville, die bereits aus einer Urkunde Karls des Dicken vom 24. Oktober 886 bekannt war. Gasnault zeigte seine Zugehörigkeit zum Besitz der Abtei Saint-Martin, Jusselin und Bouquéry/Sassier lokalisierten ihn genauer aufgrund von Ausgrabungen aus gallo-römischer Zeit im Südwesten von Prasville und angrenzenden Gebieten der Nachbargemeinden Voves und Viabon. Die Bezeichnung als oppidum deutet darauf hin, dass Les Juifs befestigt war.
Hugo von Fleury († nach 1118) hingegen berichtet, Hugo Capet sei in Melun gestorben, nach Kalckstein starb er (vor dem Hintergrund von Pertz’ Interpretation) in Paris, doch wies bereits Lot darauf hin, dass Richer die Bezeichnung oppidum nur für kleinere Orte benutzte und sicher nicht für die Hauptstadt.